# Oli Beckingsale
Oliver John "Oli" Beckingsale (Bristol, 7 de junho de 1976) é um ciclista britânico que competiu em três edições dos Jogos Olímpicos (Sydney 2000, Atenas 2004 e Pequim 2008).